# Damien Delaney
Damien Delaney (Cork, 20 luglio 1981) è un ex calciatore irlandese, di ruolo difensore.

## Palmarès

### Competizioni nazionali
- Supercoppa d'Irlanda: 1

Cork City: 2018

### Individuale
- Calciatore dell'anno dell'Hull City: 1

2003-2004